# Gulaothi
Gulaothi ist eine Stadt im indischen Bundesstaat Uttar Pradesh.
Die Stadt ist Teil des Distrikts Bulandshahr. Gulaothi hat den Status eines Nagar Palika Parishad. Die Stadt ist in 25 Wards gegliedert. Sie hatte am Stichtag der Volkszählung 2011 50.823 Einwohner, von denen 26.738 Männer und 24.085 Frauen waren. Muslime bilden mit einem Anteil von über 55 % die Mehrheit der Bevölkerung in der Stadt. Die Alphabetisierungsrate lag 2011 bei 72,16 %.